# 藤井栄治
藤井 栄治（ふじい えいじ、1940年2月1日 - ）は、大阪府堺市出身の元プロ野球選手（外野手、一塁手）・コーチ・監督、解説者・評論家。
無口でいつも表情を変えないことから、「鉄仮面」のあだ名で呼ばれていた。
セントラル・リーグにおける、外野手の最多連続守備機会無失策記録保持者。

## 経歴

### プロ入り前
登美丘高校では投手であったが、関西大学進学後は打力を買われて打者に転向。関西六大学野球リーグでは1年次の1958年秋季リーグから出場し、2年次の1959年春季リーグからレギュラーに定着すると、在学中は3度の優勝に貢献。リーグ通算68試合に出場し、213打数64安打、打率.300、0本塁打、29打点を記録。4年次の1961年春季リーグには首位打者を獲得し、その直後の大学日本選手権ではエース・村瀬広基を擁して決勝に進出するが、日大の宮田征典に抑えられて敗退。

### 現役時代
大学卒業後の1962年に阪神タイガースへ入団。東京六大学出身の安藤統夫・室山皓之助が同期で、ライバル心を燃やす。開幕戦から右翼手として起用され、4月11日の広島戦（甲子園）で大石清から適時打を放って初安打・初打点、5月3日の中日戦（中日）で柿本実から初本塁打を記録。この時の試合は、3対1のリードで迎えた7回表に藤井がダメ押しとなるソロ本塁打を放ち、投げては、先発の石川緑が古巣相手に4安打1失点の完投で移籍後初勝利を挙げた。左中間に伸びる二塁打の多い打撃と勝負強さを武器に活躍し、2リーグ分裂後初のリーグ優勝に貢献。東映との日本シリーズでは全7試合に5番打者として出場。10月14日の第2戦（甲子園）で土橋正幸・富永格郎から3安打、同21日の第7戦（甲子園）では延長10回に土橋から同点打を放つなど34打数11安打5打点と活躍。
外野守備にも優れ、1963年には13補殺を記録。鎌田実によれば、二塁走者がいる時はわざと打球をライトを守る藤井の所に抜けさせ、本塁を突いた走者を藤井の送球でアウトにしていたほどであった。セ・リーグの外野手最多連続守備機会無失策記録の保持者でもあり、パ・リーグ移籍後も820機会まで継続し、2014年に楽天の聖澤諒に更新されるまでのNPB記録であった。
2年目の1963年には自身唯一のベストナイン（外野手部門）に選出され、自身初の打率.300でリーグ7位にランクイン。同年から1965年まで3年連続でオールスターゲームに出場し、その間の1964年には2年ぶりのリーグ優勝に貢献。南海との日本シリーズでは、10月4日の第3戦（大阪）でジョー・スタンカから2本塁打を放つ。
1966年もリーグ10位の打率.281と活躍し、1967年6月18日のサンケイ戦（甲子園）で鈴木皖武から初の満塁本塁打、9月10日の巨人戦（甲子園）で中村稔から初のサヨナラ本塁打を放つ。
1968年にはウィリー・カークランドの入団で中堅手にコンバートされ、1969年9月17日のアトムズ戦（甲子園）で1000試合出場を達成し、3打数2安打1打点の活躍であった。
1970年にはフレッド・バレンタインが入団したほか、一時期は田淵幸一の外野コンバートなど球団の若返り策で守備位置を奪われるが、1971年6月22日の広島戦（甲子園）で西川克弘から1000本安打を達成。
大学の先輩である村山実選手兼任監督と懇意であったため、村山引退後は後任の金田正泰監督との確執が生じる。1973年の春季キャンプでは片手捕球をしたことをナインの前で酷評され、激怒して詰め寄り途中で帰り、金田との溝が深まった。このような確執から、1974年に阿部良男との交換トレードで太平洋クラブライオンズへ移籍。藤井が自ら移籍を志願し、かつて阪神のマネージャーであった青木一三代表が獲得に動いた。
移籍1年目は指名打者、一塁手も兼ね90試合に先発出場。同年オフに行われたメッツとの日米野球では太平洋・巨人連合チームに選出され、11月16日の第15戦（平和台）に6番・左翼手で先発出場。長嶋茂雄・王貞治・末次利光の次を任され、トム・シーバーから3打数2安打を記録してチームの勝利と日本の6勝目に貢献。1976年4月22日の日本ハム戦（平和台）に楠城徹の代打で起用され、1500試合出場を達成。同年オフに戦力外となり、大学の先輩である上田利治監督の強い要望で阪急ブレーブスへ無償トレードで移籍。
1977年は代打の切り札で打率.321を記録し、チームが苦手としていた高橋直樹を得意とした。6月20日の日本ハム戦（西宮）では2番・左翼手で出場、5回裏に適時二塁打で同点、8回裏には決勝点となる右翼へのソロ本塁打を放つ。投げては先発の稲葉光雄が日本ハム打線を5安打1失点に抑え2対1で完投勝利し、この日の藤井は4安打2打点の活躍で本人曰く「うれしい。気分もええ」一日となった。同年のロッテとのプレーオフでは10月9日の第1戦（西宮）で仁科時成から満塁本塁打を放ち、巨人との日本シリーズでも2試合に代打として出場。同26日の第4戦（後楽園）では1点差を追う9回裏2死走者無しから、バーニー・ウイリアムスの代打として四球を選び、この試合の逆転勝利に貢献。他球団からは右の高井保弘と共に恐れられたが、1978年限りで現役を引退。

### 現役引退後
引退後は西武（1979年 - 1981年一軍打撃コーチ）、近鉄（1982年 - 1983年一軍外野守備コーチ→1984年一軍打撃コーチ, 1993年一軍ヘッド兼打撃コーチ）、古巣・阪神（1988年一軍打撃コーチ→1989年二軍監督）で監督・コーチを務めた。指導者生活の合間を縫って、サンテレビボックス席解説者（1985年 - 1987年, 1990年 - 1992年, 1994年 - 2003年）・スポーツニッポン評論家（1990年 - 1992年）を務めた。
西武コーチ時代は現役時に定評があったミートの巧い実戦的なバッティング技術を体で教えこみ、「アナのない打線」を作るのを目標としていた。古巣・阪神には2度目の監督に就任した村山と共に復帰し、村山の退任と共に自身も退団。近鉄には鈴木啓示新監督からの要請で復帰するが、開幕して5試合目の4月20日、体調不良により退団した。当時主力の金村義明の著書によると「やってられへんのや。金返してやめる」と藤井は言い残して去ったという。
2008年からは吹田市の江坂ベースボールセンターにてマンツーマンのバッティング教室を開講。
現役時代は無口でマイペースなことから『鉄仮面』のあだ名で呼ばれ、記者泣かせの選手だったが、喋らなかったのは生来の河内弁を怖がられるのと、『鉄仮面』のあだ名が勝負師らしく気に入っていたからで、コーチとしては的確に指導していた。
1993年に近鉄のコーチを退任後は約30年間球界から距離を置いていたが、2023年7月9日、阪神甲子園球場に突如現れ、不振の佐藤輝明に激励のアドバイスを送った。

## 詳細情報

### 年度別打撃成績
| 年 度      | 球 団      | 試 合 | 打 席 | 打 数 | 得 点 | 安 打 | 二 塁 打 | 三 塁 打 | 本 塁 打 | 塁 打 | 打 点 | 盗 塁 | 盗 塁 死 | 犠 打 | 犠 飛 | 四 球 | 敬 遠 | 死 球 | 三 振 | 併 殺 打 | 打 率 | 出 塁 率 | 長 打 率 | O P S |
| ---------- | ---------- | ----- | ----- | ----- | ----- | ----- | -------- | -------- | -------- | ----- | ----- | ----- | -------- | ----- | ----- | ----- | ----- | ----- | ----- | -------- | ----- | -------- | -------- | ----- |
| 1962       | 阪神       | 127   | 437   | 405   | 29    | 97    | 15       | 5        | 2        | 128   | 38    | 6     | 6        | 3     | 2     | 25    | 2     | 2     | 41    | 8        | .240  | .286     | .316     | .602  |
| 1963       | 阪神       | 133   | 521   | 484   | 50    | 145   | 28       | 1        | 8        | 199   | 54    | 6     | 12       | 1     | 3     | 33    | 3     | 0     | 29    | 15       | .300  | .342     | .411     | .753  |
| 1964       | 阪神       | 140   | 576   | 527   | 49    | 140   | 30       | 4        | 9        | 205   | 58    | 3     | 2        | 1     | 8     | 39    | 5     | 1     | 34    | 18       | .266  | .317     | .389     | .706  |
| 1965       | 阪神       | 140   | 545   | 499   | 38    | 119   | 17       | 6        | 8        | 172   | 54    | 6     | 3        | 1     | 6     | 34    | 3     | 5     | 35    | 21       | .238  | .290     | .345     | .635  |
| 1966       | 阪神       | 125   | 484   | 441   | 53    | 124   | 22       | 4        | 9        | 181   | 51    | 2     | 4        | 3     | 3     | 37    | 5     | 0     | 34    | 12       | .281  | .335     | .410     | .745  |
| 1967       | 阪神       | 125   | 490   | 459   | 35    | 122   | 24       | 1        | 9        | 175   | 52    | 1     | 3        | 3     | 3     | 25    | 3     | 0     | 42    | 14       | .266  | .302     | .381     | .683  |
| 1968       | 阪神       | 113   | 417   | 377   | 29    | 101   | 24       | 4        | 4        | 145   | 40    | 3     | 3        | 4     | 7     | 27    | 3     | 2     | 20    | 10       | .268  | .315     | .385     | .699  |
| 1969       | 阪神       | 112   | 420   | 373   | 28    | 88    | 16       | 1        | 2        | 112   | 25    | 2     | 3        | 5     | 0     | 41    | 0     | 1     | 35    | 6        | .236  | .313     | .300     | .614  |
| 1970       | 阪神       | 75    | 215   | 186   | 19    | 45    | 6        | 0        | 3        | 60    | 14    | 1     | 3        | 0     | 5     | 23    | 0     | 1     | 29    | 2        | .242  | .321     | .323     | .644  |
| 1971       | 阪神       | 80    | 239   | 213   | 10    | 49    | 3        | 1        | 0        | 54    | 15    | 1     | 2        | 0     | 2     | 23    | 3     | 1     | 22    | 3        | .230  | .305     | .254     | .559  |
| 1972       | 阪神       | 86    | 297   | 246   | 24    | 65    | 10       | 0        | 2        | 81    | 32    | 1     | 4        | 2     | 4     | 44    | 4     | 1     | 35    | 4        | .264  | .373     | .329     | .702  |
| 1973       | 阪神       | 44    | 162   | 133   | 21    | 39    | 3        | 0        | 5        | 57    | 10    | 1     | 1        | 1     | 1     | 27    | 3     | 0     | 21    | 1        | .293  | .410     | .429     | .839  |
| 1974       | 太平洋     | 105   | 368   | 320   | 26    | 74    | 16       | 0        | 4        | 102   | 38    | 3     | 1        | 1     | 2     | 44    | 7     | 1     | 31    | 8        | .231  | .324     | .319     | .643  |
| 1975       | 太平洋     | 90    | 288   | 248   | 26    | 63    | 12       | 0        | 4        | 87    | 27    | 2     | 5        | 4     | 5     | 31    | 0     | 0     | 19    | 7        | .254  | .331     | .351     | .682  |
| 1976       | 太平洋     | 59    | 123   | 111   | 8     | 31    | 5        | 0        | 2        | 42    | 16    | 0     | 0        | 4     | 0     | 7     | 0     | 1     | 9     | 3        | .279  | .328     | .378     | .706  |
| 1977       | 阪急       | 61    | 114   | 106   | 5     | 34    | 2        | 0        | 2        | 42    | 16    | 0     | 0        | 0     | 2     | 6     | 0     | 0     | 8     | 1        | .321  | .351     | .396     | .747  |
| 1978       | 阪急       | 35    | 48    | 45    | 1     | 8     | 2        | 0        | 0        | 10    | 5     | 0     | 0        | 1     | 1     | 1     | 1     | 0     | 2     | 0        | .178  | .191     | .222     | .414  |
| 通算：17年 | 通算：17年 | 1650  | 5744  | 5173  | 451   | 1344  | 235      | 27       | 73       | 1852  | 545   | 38    | 52       | 34    | 54    | 467   | 42    | 16    | 446   | 133      | .260  | .320     | .358     | .678  |

- 各年度の太字はリーグ最高

### 表彰
- ベストナイン：1回 （外野手部門：1963年）

### 記録
初記録
- 初出場・初先発出場：1962年4月7日、対読売ジャイアンツ1回戦（後楽園球場）、6番・右翼手で先発出場
- 初安打・初打点：1962年4月11日、対広島カープ1回戦（阪神甲子園球場）、3回裏に大石清から適時打
- 初本塁打：1962年5月3日、対中日ドラゴンズ7回戦（中日スタヂアム）、7回表に柿本実から左越ソロ

節目の記録
- 1000試合出場：1969年9月17日、対アトムズ22回戦（阪神甲子園球場）、5番・中堅手で先発出場　※史上142人目
- 1000本安打：1971年6月22日、対広島東洋カープ12回戦（阪神甲子園球場）、8回裏に西川克弘から右前安打　※史上78人目
- 1500試合出場：1976年4月22日、対日本ハムファイターズ前期3回戦（平和台球場）、7回裏に楠城徹の代打で出場　※史上50人目

その他の記録
- 連続守備機会無失策：820 （阪神時代：817、太平洋時代：3） ※阪神時代の817は外野手としてのセ・リーグ記録。
- オールスターゲーム出場：3回 （1963年 - 1965年）

### 背番号
- 19 （1962年 - 1973年、1977年 - 1978年）
- 9 （1974年 - 1976年）
- 68 （1979年 - 1981年）
- 73 （1982年 - 1984年）
- 72 （1988年 - 1989年、1993年）